# 海外聯播動畫列表
海外聯播動畫，或海外同步廣播動畫，最早是指日本電視台和海外電視台或者互聯網上同步廣播的日本動畫作品。實際上考慮不同地區的時差等因素，所謂「同步廣播」更多是二十四小時之内，甚至數日之内。

## 起源
日本於2008年首次與美國代理商Funimation合作，在Crunchyroll同步播出《迷宮塔 ～烏魯克之盾～》。2009年推出的《花冠之淚》則是第一部由原播出地與海外電視台同步首播的動畫；之後日本版權業者也與海外方面合作（或授權），陸續推出聯合首播動畫，除了能使海外地區的觀眾能早日收看最新播出進度之外，也能減少非法盜錄、非法散布帶來的問題。TBS電視台稱此作法為「預先銷售」或「Near-Simulcast of Anime Overseas」（海外準同步動畫）。
在中國大陸由於視訊非一般電影、電視節目及出版品，可避開官方事前審查機制，2011年底土豆網與東京電視台合作首例一開，各大視訊網站紛紛自購或跟台港代理商聯合首播動畫，同时中国大陆境内也开始出现一批本土动画代理商，譬如杰外，新创华等，并于每季度开始同日本同步播出新番动画。但在2019年，广电总局逐步出台了针对境外动画作品的“先审后播”政策，并在2021年4月起全面执行。使得中国大陆境内的代理商或视讯网站在购买首播动画后，需要先上报到有关部门去办理审核手续，并在取得备案号后动画方可上架播出，且必须播完三集后以三集为单位进行送审。有部分代理商或引进平台较早地为同步动画办理了审核手续，因此得以实现与日本同步播出新番动画，也有部分制作方为实现中国大陆地区尽快与日本同步播出2021年4月起开播的全新动画，亦会对制作工期做出调整或是提早将片子寄往中方进行送审，同样也有部分新番因为日方周期问题使得中国大陆平台无法同步日本进行播出，需要等待几周甚至于日方播完后才能全集上架。

## 聯播型式
此一類型動畫經由海外的電視台或視訊網站合作播放。由於與海外聯合播出的關係，仍免不了內容牴觸海外當局訂定的尺度規範而遭刪剪的情形。
因為與日同步首播（大多都是日方首播後七天內），一般為原音配音版本。一般而言，在海外電視台播出後，通常會在事後重播當地配音的版本。若遇到日方播放計劃延後的情形，聯播單位也會同步延後。

## 合作方式
日本版權業者
直接與海外電視台合作──如《花冠之淚》、《犬夜叉 完結篇》及《學生會長是女僕》。經海外代理商合作、由電視台配合播出──如《鋼之鍊金術師 BROTBERHOOD》、《黑執事II》。
經海外代理商合作、以網路播出──如《鋼之鍊金術師 BROTBERHOOD》、《學園默示錄》、《祝福的钟声》與《傳說的勇者的傳說》。直接授權海外視訊網站播出──如《天降之物》、《玩伴貓耳娘》、《HEROMAN》和《我的妹妹哪有這麼可愛！》、《咎狗之血》。

## 聯播平台

### 電視台/頻道
- 韓國 - ANIPLUS、AniBOX
- 東亞、南亞 - Animax Asia
- 香港 - 無線電視、 now 101台
- 台灣 - 緯來日本台、i-Fun 動漫台
- 美國 - ImaginAsian TV （只曾提供黑神動畫的聯播）、Adult Swim、Cartoon Network

### 串流隨選
- 中國大陸 - 樂視、優酷、土豆、騰訊、愛奇藝、PPTV、Bilibili、Acfun
- 台灣 - Niconico、巴哈姆特動畫瘋、Docomo d animestore（已退出）
- 香港、澳門 - 巴哈姆特動畫瘋
- 北美/美國 - FUNimation、動畫新聞網、Hulu、Viz Anime、BOST TV（已結束服務）
- 全世界（特定地區除外） - Crunchyroll、DAISUKI、YouTube、Netflix

### 代理商
- 香港、台灣、中國大陸 - 群英社、木棉花國際、羚邦國際、曼迪傳播
- 美國 - Viz Media、Aniplex USA（英语：Aniplex USA）、Pony Canyon

## 聯播節目列表

### 2009年
- 《花冠之淚》（ティアーズ・トゥ・ティアラ）

日本首播日期：2009年4月5日
日本電視台：千葉電視台
海外首播日期：2009年4月6日（同步直播）
海外電視台：       Animax
- 《鋼之鍊金術師 BROTBERHOOD》（鋼の錬金術師 FULLMETAL ALCHEMIST）

日本首播日期：2009年4月5日
日本電視台：MBS/TBS系
海外首播日期： 2009年4月11日、 2009年4月22日
海外電視台：            Animax、 J2、 MTV Italia、 Virgin 17、 SIC Radical
- 《犬夜叉 完結篇》（犬夜叉 完結編）

日本首播日期：2009年10月3日
日本電視台：讀賣電視台
海外首播日期：  2009年10月10日
海外電視台：        Animax

### 2010年
- 《學生會長是女僕》（会長はメイド様！）

日本首播日期：2010年4月1日
日本電視台：TBS電視
海外首播日期： 2010年4月4日、 2010年4月11日
海外電視台：        Animax
- 《黑執事II》（黒執事II）

日本首播日期：2010年7月1日
日本電視台：每日放送、TBS系
海外首播日期： 2010年7月9日、 2010年7月24日
海外電視台： 緯來日本台、 J2

### 2011年
- 《最後流亡-銀翼的飛夢-》（ラストエグザイル‐銀翼のファム‐）

日本首播日期：2011年10月7日（特別節目）、10月15日（10月14日深夜，正式首播）
日本電視台：中部日本放送
海外首播日期：2011年10月15日
海外電視台：        Animax

### 2012年
- 《K》

日本首播日期：2012年10月5日（10月4日深夜）
日本電視台：每日放送
海外首播日期：2012年10月5日
海外電視台：        Animax

### 2013年
- 《核爆末世錄》（コッペリオン）

日本首播日期：2013年10月2日
日本電視台：AT-X、日本BS放送
海外首播日期：2013年10月2日
海外電視台：        Animax

### 2014年
- 《宇宙浪子》（スペース☆ダンディ）

日本首播日期：2014年1月5日（第1季）、7月6日（第2季）
日本電視台：TOKYO MX、大阪電視台、愛知電視台、AT-X、日本BS放送
海外首播日期：2014年1月5日、7月6日
海外電視台：        Animax
- 《寄生獸》（寄生獣）

日本首播日期：2014年10月9日（10月8日深夜）
日本電視台：日本電視台、日本BS放送
海外首播日期：2014年10月9日
海外電視台：        Animax

### 2015年
- 《夏洛特》（Charlotte）

日本首播日期：2015年7月4日
日本電視台：TOKYO MX、GYT、GTV、BS11
海外首播日期：2015年7月4日
海外電視台：        Animax
- 《K：RETURN OF KINGS》

日本首播日期：2015年10月3日（10月2日深夜）
日本電視台：每日放送
海外首播日期：2012年10月3日
海外電視台：        Animax

### 2016年
- 《無頭騎士異聞錄×2 結》（デュラララ!!×2 結）

日本首播日期：2016年1月10日（10月9日深夜）
日本電視台：每日放送
海外首播日期：2016年1月10日
海外電視台：        Animax
- 《灰與幻想的格林姆迦爾》（灰と幻想のグリムガル）

日本首播日期：2016年1月11日（1月10日深夜）
日本電視台：AT-X、TOKYO MX等
海外首播日期：2016年2月2日
海外電視台：       Animax
- 《我的英雄學院》（僕のヒーローアカデミア）

日本首播日期：2016年4月3日（第1季）、2017年4月1日（第2季）
日本電視台：JNN、Animax
海外首播日期：2016年4月3日、2017年4月1日
海外電視台：        Animax
- 《雙星之陰陽師》（双星の陰陽師）

日本首播日期：2016年4月6日
日本電視台：AT-X、東京電視網等
海外首播日期：2016年4月6日
海外電視台：        Animax
- 《驅魔少年HALLOW》（D.Gray-man HALLOW）

日本首播日期：2016年7月5日（7月4日深夜）
日本電視台：東京電視網等
海外首播日期：2016年7月5日
海外電視台：        Animax
- 《路人超能100》（モブサイコ100）

日本首播日期：2016年7月12日（7月11日深夜）
日本電視台：讀賣電視台、TOKYO MX等
海外首播日期：2016年7月12日
海外電視台：        Animax
- 《輕拍翻轉小魔女》（フリップフラッパーズ）

日本首播日期：2016年10月6日
日本電視台：AT-X、TOKYO MX等
海外首播日期：2016年10月6日
海外電視台：        Animax
- 《少女編號》（ガーリッシュナンバー）

日本首播日期：2016年10月7日（10月6日深夜）
日本電視台：TBS電視台等
海外首播日期：2016年10月9日
海外電視台：Animax HD
- 《烏龍麵之國的金色毛毬》（うどんの国の金色毛鞠）

日本首播日期：2016年10月9日（10月8日深夜）
日本電視台：日本電視網等
海外首播日期：2016年10月9日
海外電視台：        Animax

### 2017年
- 《廢天使加百列》（ガヴリールドロップアウト）

日本首播日期：2017年1月9日
日本電視台：AT-X等
海外首播日期：2017年1月9日
海外電視台：        Animax
- 《BanG Dream!》

日本首播日期：2017年1月21日
日本電視台：東京都會電視台、KBS京都等
海外首播日期：2017年1月22日
海外電視台：Animax HD、       Animax
- 《愛麗絲與藏六》（アリスと蔵六）

日本首播日期：2017年4月2日
日本電視台：東京都會電視台、KBS京都等
海外首播日期：2017年4月2日
海外電視台：Animax HD、       Animax
- 《戀愛與謊言LOVE AND LIES[註 3]》

日本首播日期：2017年7月4日
日本電視台：東京都會電視台、SUN電視台等
海外首播日期：2017年7月4日
海外電視台：Animax HD、       Animax
- 《最遊記RELOAD BLAST》（最遊記RELOAD BLAST）

日本首播日期：2017年7月5日
日本電視台：AT-X等
海外首播日期：2017年7月5日
海外電視台：        Animax